# الاتحاد الكولومبي لكرة القدم
تأسس الاتحاد الكولومبي لكرة القدم (بالإسبانية: Federación Colombiana de Fútbol)‏ في عام 1924م وانضم إلى الإتحاد الدولي لكرة القدم في 1936م وانضم إلى اتحاد أمريكا الجنوبية لكرة القدم في 1936م.

## روابط إضافية
- FCF Website